# Riella
Riella, rod jetrenjarnica iz porodice Riellaceae, dio je reda Sphaerocarpales. Postoji dvadesetak i više vrsta

## Vrste
1. Riella affinis M. Howe & Underw.
2. Riella alatospora F.H. Wigg.
3. Riella americana M. Howe & Underw.
4. Riella battandieri Trab.
5. Riella bialata Trab.
6. Riella capensis Cavers
7. Riella choconensis Hässel de Menéndez
8. Riella clausonis Letourn. ex Durieu
9. Riella cossoniana Trab.
10. Riella cyrenaica Maire
11. Riella echinata (Müll.Frib.) Segarra, Puche & Sabovlj.
12. Riella echinospora F.H. Wigg.
13. Riella gallica Balansa ex Trab.
14. Riella gamundiae Hässel
15. Riella halophila Banwell
16. Riella helicophylla Bory & Mont.
17. Riella heliospora Segarra, Puche & Sabovlj.
18. Riella indica Steph. ex Kashyap
19. Riella mediterranea Segarra, Puche, Sabovlj., M. Infante & Heras
20. Riella notarisii (Mont.) Mont.
21. Riella numidica Trab.
22. Riella pampae Hässel de Menéndez
23. Riella parisii Gottsche
24. Riella paulsenii Porsild
25. Riella purpureospora F.H. Wigg.
26. Riella reuteri Mont.
27. Riella sersuensis Trab.
28. Riella spiculata J. Taylor
29. Riella trigonospora Segarra & Puche
30. Riella undulata Hässel de Menéndez
31. Riella vishwanathai Pandé, Misra & K.P. Srivast.